# Mark Pabai
Mark Pabai (Monrovia, 30 september 2000) is een Liberiaans–Nederlands voetballer die doorgaans als verdediger speelt.

## Carrière
Pabai verhuisde op zesjarige leeftijd van het Liberiaaanse Monrovia naar Wijk bij Duurstede In Nederland ging hij voetballen voor SV CDW en later in de jeugdopleiding van FC Utrecht, waar hij in 2019 een contract tot 2021 tekende met een optie voor één extra jaar. Hij debuteerde voor Jong FC Utrecht in de Eerste divisie op 8 maart 2019, in de met 3–1 verloren uitwedstrijd tegen Jong PSV. Hij maakte op 3 augustus zijn transfer naar PEC Zwolle en tekende daar een contract voor 2 jaar, met de optie voor nog een jaar. Na een half seizoen vertrok hij naar het Italiaanse SPAL, uitkomend in de Serie B.
Begin 2022 ging hij voor het Italiaanse SPAL spelen. In februari 2023 ging hij naar het Sloveense NK Tabor Sežana.

### Statistieken
| Seizoen                         | Club            | Land            | Competitie      | Competitie | Competitie | Beker | Beker | Internationaal | Internationaal | Overig | Overig | Totaal | Totaal |
| Seizoen                         | Club            | Land            | Competitie      | Wed.       | Dlp.       | Wed.  | Dlp.  | Wed.           | Dlp.           | Wed.   | Dlp.   | Wed.   | Dlp.   |
| ------------------------------- | --------------- | --------------- | --------------- | ---------- | ---------- | ----- | ----- | -------------- | -------------- | ------ | ------ | ------ | ------ |
| 2018/19                         | Jong FC Utrecht | Nederland       | Eerste divisie  | 11         | 1          | –     | –     | –              | –              | 0      | 0      | 11     | 1      |
| 2019/20                         | Jong FC Utrecht | Nederland       | Eerste divisie  | 16         | 1          | –     | –     | –              | –              | 0      | 0      | 16     | 1      |
| 2020/21                         | Jong FC Utrecht | Nederland       | Eerste divisie  | 33         | 1          | –     | –     | –              | –              | 0      | 0      | 33     | 1      |
| 2021/22                         | PEC Zwolle      | Nederland       | Eredivisie      | 8          | 0          | 2     | 0     | –              | –              | 0      | 0      | 10     | 0      |
| 2021/22                         | SPAL            | Italië          | Serie B         | 0          | 0          | 0     | 0     | –              | –              | 0      | 0      | 0      | 0      |
| Carrière totaal                 | Carrière totaal | Carrière totaal | Carrière totaal | 68         | 3          | 2     | 0     | 0              | 0              | 0      | 0      | 70     | 3      |
| Bijgewerkt tot 27 december 2021 |                 |                 |                 |            |            |       |       |                |                |        |        |        |        |

## Interlandcarrière

### Liberia
Op 13 november 2021 debuteerde Pabai bij het Liberia in een kwalificatiewedstrijd tegen Nigeria (0–2).
| Interlands van Mark Pabai voor Liberia | Interlands van Mark Pabai voor Liberia | Interlands van Mark Pabai voor Liberia  | Interlands van Mark Pabai voor Liberia | Interlands van Mark Pabai voor Liberia | Interlands van Mark Pabai voor Liberia |
| №                                      | Datum                                  | Wedstrijd                               | Uitslag                                | Soort wedstrijd                        | Doelpunten                             |
| Als speler bij PEC Zwolle              | Als speler bij PEC Zwolle              | Als speler bij PEC Zwolle               | Als speler bij PEC Zwolle              | Als speler bij PEC Zwolle              | Als speler bij PEC Zwolle              |
| -------------------------------------- | -------------------------------------- | --------------------------------------- | -------------------------------------- | -------------------------------------- | -------------------------------------- |
| 1.                                     | 13 november 2021                       | Liberia – Nigeria                       | 0 – 2                                  | Kwalificatie WK 2022                   | 0                                      |
| 2.                                     | 16 november 2021                       | Liberia – Centraal-Afrikaanse Republiek | 3 – 1                                  | Kwalificatie WK 2022                   | 0                                      |